# Fritziana ohausi
Espèce
Synonymes
- Hyla ohausi Wandolleck, 1907
- Flectonotus ohausi (Wandolleck, 1907)

Statut de conservation UICN

 LC  : Préoccupation mineure
Fritziana ohausi est une espèce d'amphibiens de la famille des Hemiphractidae.

## Répartition
Cette espèce est endémique du Brésil. Elle se rencontre dans les États de Rio de Janeiro, de São Paulo et d'Espírito Santo de 600 à 1 200 m d'altitude.

## Étymologie
Cette espèce est nommée en l'honneur de Friedrich Ohaus (1864-1946).

## Publication originale
- Wandolleck, 1907 : Einige neue und weniger bekannte Batrachier von Brazilien. Abhandlungen und Berichte des Zoologischen und Anthropologisch-Ethnographischen Museums zu Dresden, vol. 11, no 1, p. 1-15 (texte intégral).